# Piney (Oklahoma)
Piney es un lugar designado por el censo ubicado en el condado de Adair en el estado estadounidense de Oklahoma. En el Censo de 2010 tenía una población de 115 habitantes y una densidad poblacional de 15,64 personas por km².

## Geografía
Piney se encuentra ubicado en las coordenadas 35°53′25″N 94°33′21″O / 35.89028, -94.55583. Según la Oficina del Censo de los Estados Unidos, Piney tiene una superficie total de 11.84 km², de la cual 11.7 km² corresponden a tierra firme y (1.33%) 0.16 km² es agua.

## Demografía
Según el censo de 2010, había 115 personas residiendo en Piney. La densidad de población era de 15,64 hab./km². De los 115 habitantes, Piney estaba compuesto por el 53.91% blancos, el 0% eran afroamericanos, el 38.26% eran amerindios, el 0% eran asiáticos, el 0% eran isleños del Pacífico, el 0% eran de otras razas y el 7.83% pertenecían a dos o más razas. Del total de la población el 0% eran hispanos o latinos de cualquier raza.